# Nashville (Wisconsin)
Nashville – miasto w Stanach Zjednoczonych, w stanie Wisconsin, w hrabstwie Forest.